# Ritonia poissonii
Ritonia poissonii är en akantusväxtart som beskrevs av Raymond Benoist. Ritonia poissonii ingår i släktet Ritonia och familjen akantusväxter. Inga underarter finns listade i Catalogue of Life.